# Nubaraszen
Nubaraszen (orm. Նուբարաշեն) – jedna z dwunastu dzielnic Erywania – stolicy Armenii. Według danych na rok 2022 dzielnicę zamieszkiwały 11 794 osoby, a gęstość zaludnienia wyniosła 684 os./km2.

## Galeria

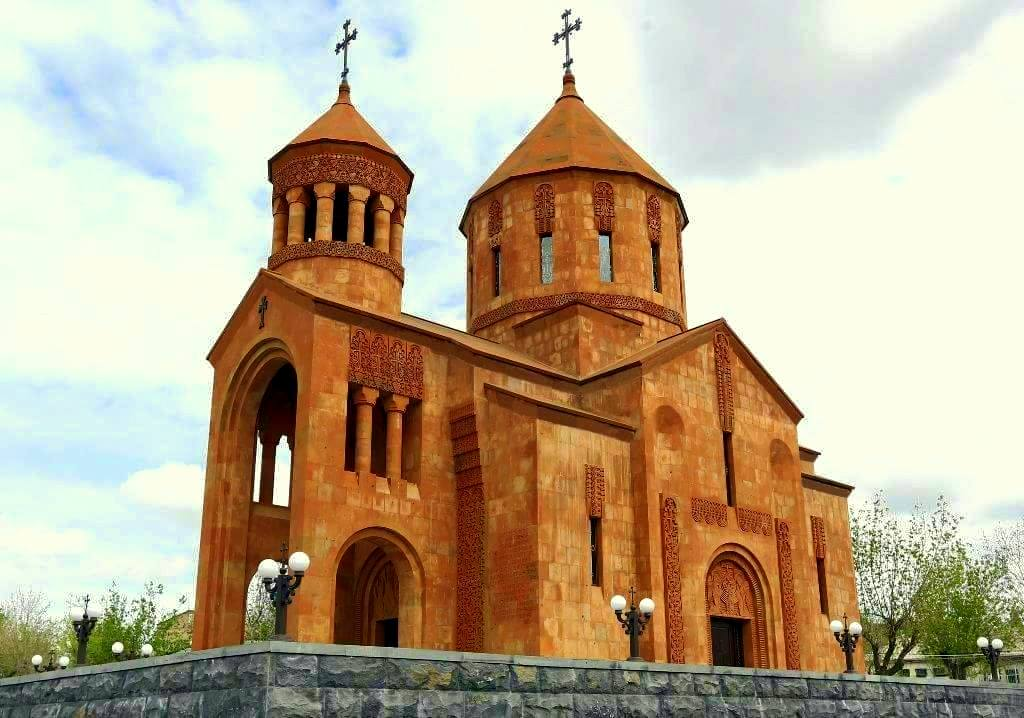
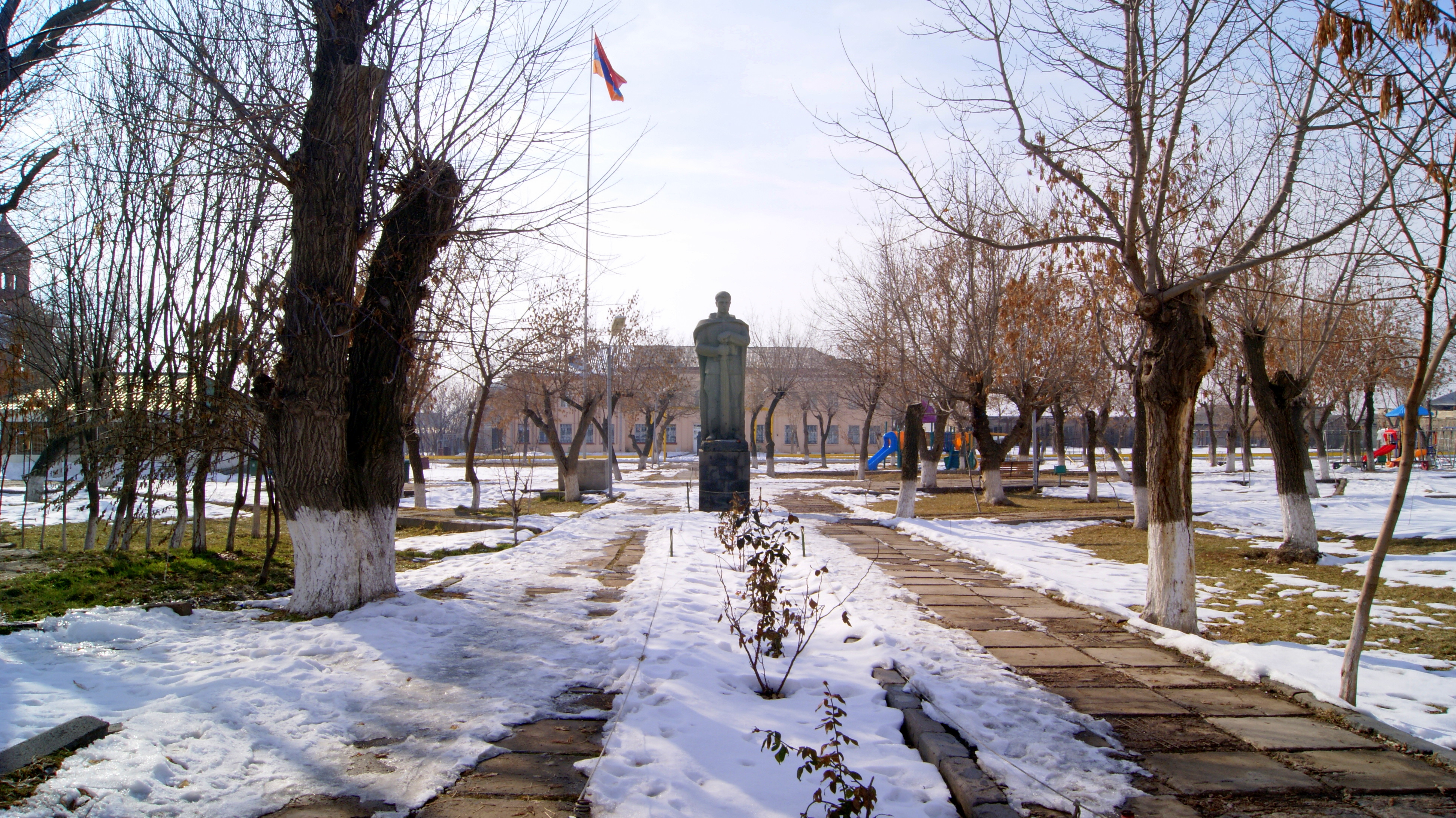
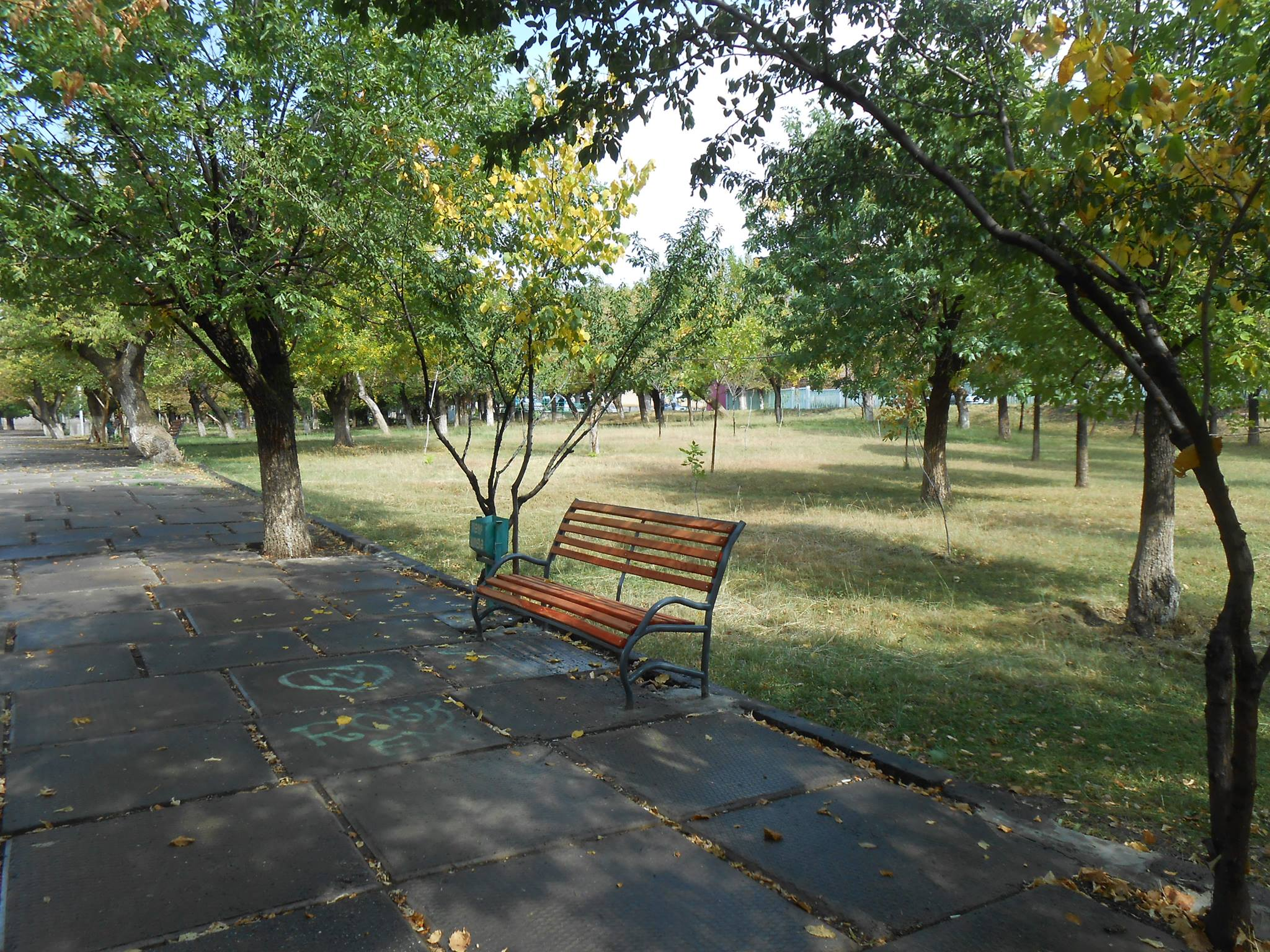
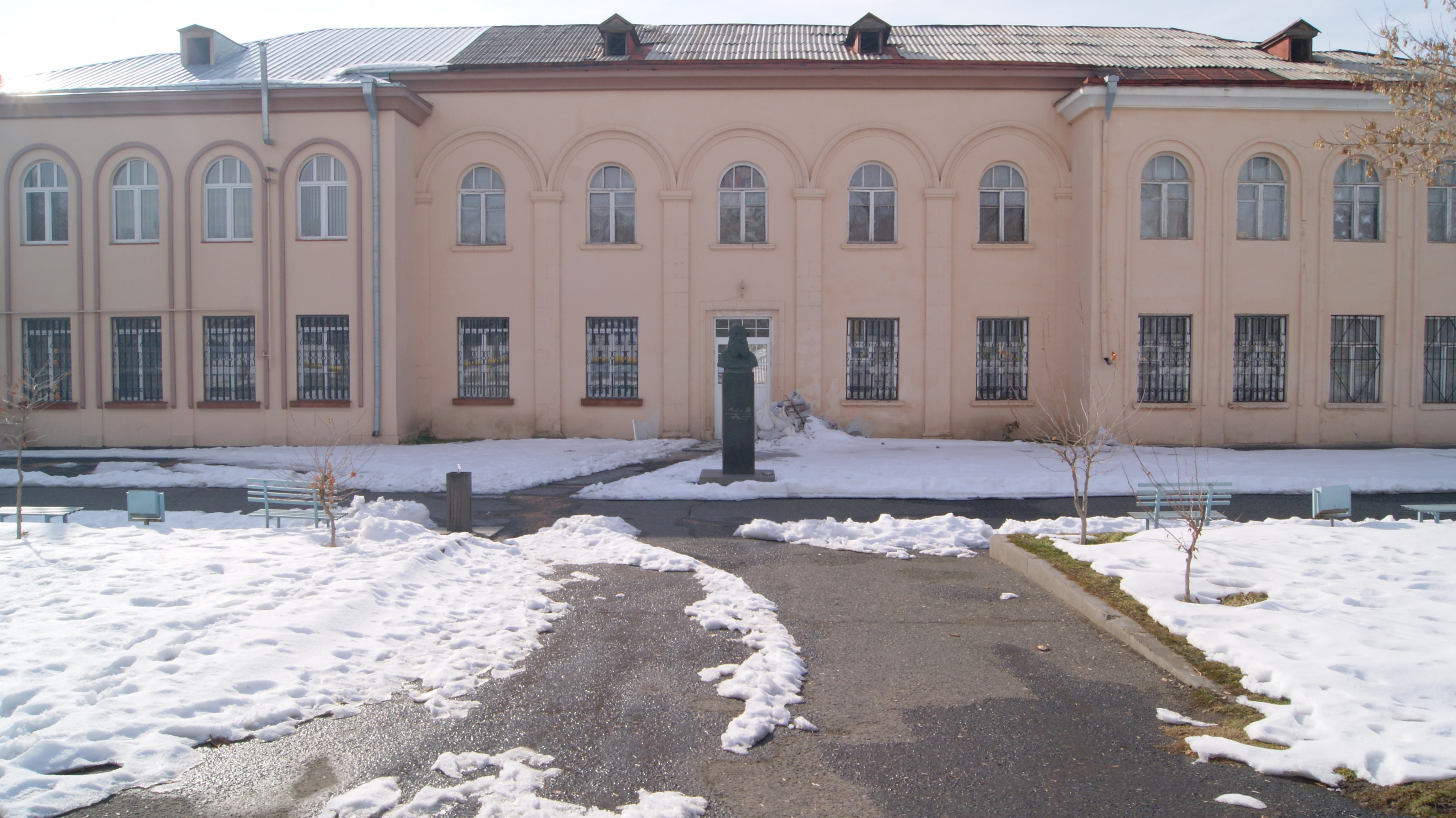